# Angelina (Santa Catarina)
Pour les articles homonymes, voir Angelina.
Angelina est une ville brésilienne de l'État de Santa Catarina.

## Géographie
Elle se situe à une latitude 27° 34′ 08″ sud et à une longitude de 48° 59′ 06″ ouest, à une altitude de 450 mètres.
Sa population était de 5 250 habitants au recensement de 2010. La municipalité s'étend sur 500 km2.
La ville se situe à 70 km à l'ouest de la capitale de l'État, Florianópolis. Elle fait partie de la microrégion de Tijucas, dans la mésorégion du Grand Florianópolis.
Le climat y est de type tempéré chaud, avec des températures moyennes oscillant entre 16  et   27 °C suivant les mois.
Son IDH était de 0,766 en 2000 (PNUD).

## Histoire
L'histoire d'Angelina commence en 1845, avec l'arrivée de la famille Garcia, qui s'établit sur ces terres, et donnera plus tard son nom à un district de la municipalité. Originellement, la colonie fut appelée Colônia Nacional et était réservée aux natifs de la région et descendants d'immigrants açoriens.
En 1858 arrivèrent les premiers immigrants allemands, en provenance des colonies voisines Sacramento et de São Pedro de Alcântara, qui baptisèrent les lieux Villa Mundéus (selon un piège de chasse rudimentaire de l'époque). À part les Allemands, la ville accueillit aussi des immigrants en provenance du Luxembourg, de France, de Belgique, d'Italie et de Pologne, qui arrivèrent vers 1860,.
En 1869, la localité compte déjà 900 habitants. En 1891, la ville devient district de São José, et prend le nom d'Angelina, en hommage au président du conseil des ministres de l'époque, Angelo Muniz da Silva Ferraz. 70 ans plus tard, en 1961, elle devient municipalité à part entière.

## Économie
L'économie d'Angelina est basée sur l'agriculture. Les principales cultures sont celles du tabac, de l'oignon, du haricot et du maïs, ainsi que la production de miel.
Le tourisme commence à se développer, notamment le tourisme religieux,.
Une retenue d'eau formée par un barrage, située dans la localité de Garcia et inaugurée en 1960, fournit jusqu'à 9,6 MW d'énergie électrique à Florianópolis.

## Culture
Angelina fait partie intégrante des circuits religieux qui traversent l'État de Santa Catarina. Elle abrite en effet un sanctuaire marial et une grotte consacrée à Notre-Dame de l'Immaculée Conception.
Située au centre de la ville, la grotte fut créée en 1899 par le frère Zeno Wallbroehl, pour tenir une promesse. Elle abrite une image venue d'Allemagne, commandée par le frère qui mourut avant son arrivée en 1902. Le chemin menant à la grotte zigzague au milieu des cascades et de la forêt native. La ville comporte plusieurs autres grottes consacrées à la Vierge.
Tous les ans, la ville accueille plusieurs évènements parmi lesquels :
- la « fête du fromage et du miel », en avril ou en mai ;
- la « fête de la tangerine », au mois de mai ;
- les célébrations de la semaine de la municipalité, du 1er au 7 décembre ;
- la « fête du sanctuaire », le 8 décembre.

## Administration
La municipalité est constituée de trois districts :
- Angelina (siège du pouvoir municipal) ;
- Barra Clara ;
- Garcia.

## Villes voisines
Angelina est voisine des municipalités (municípios) suivantes :
- Leoberto Leal ;
- Major Gercino ;
- Antônio Carlos ;
- São Pedro de Alcântara ;
- Águas Mornas ;
- Rancho Queimado.